# Bachkirche (Arnstadt)

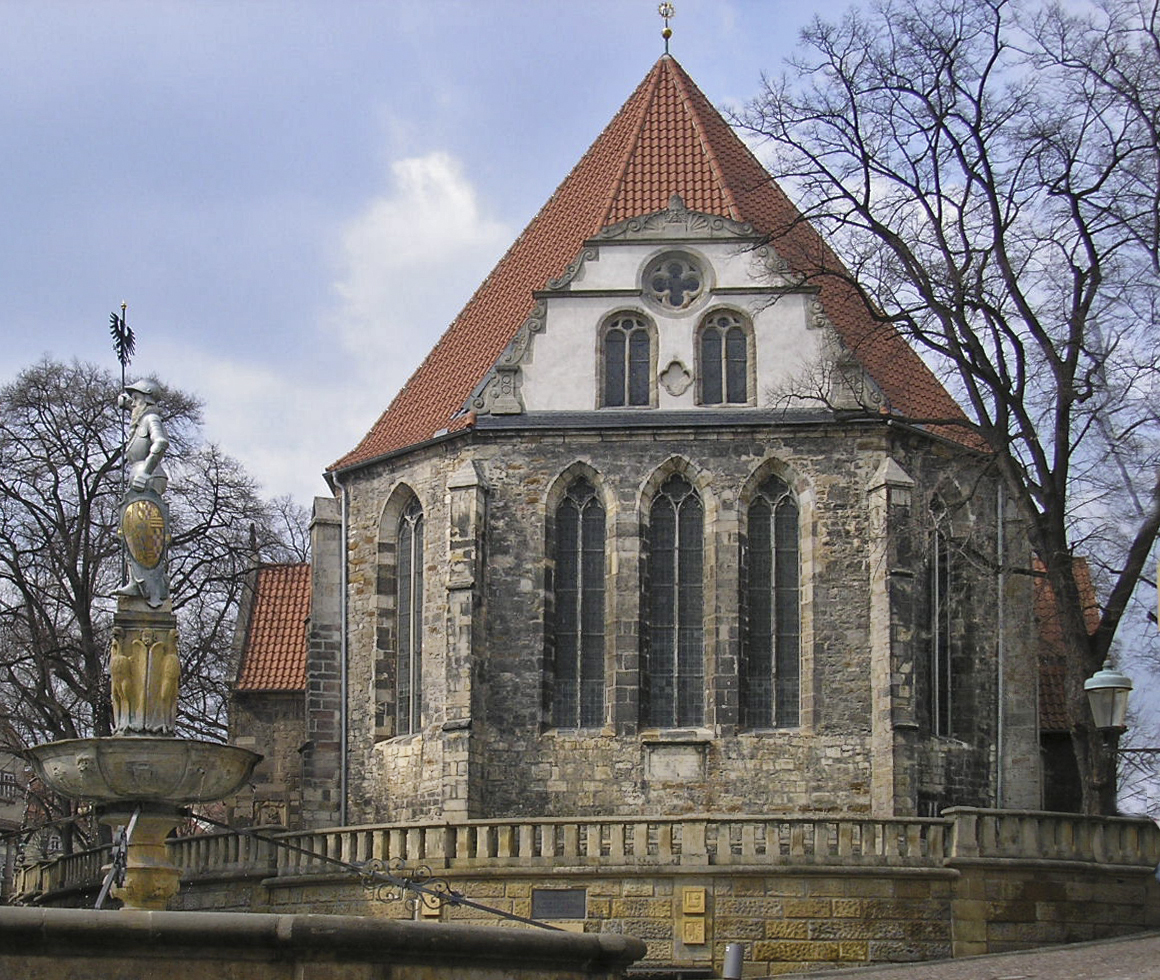
Iglesia Bach.

Iglesia Bach (en alemán, Bachkirche) es el nombre común de una iglesia protestante en Arnstadt (Turingia, Alemania). Oficialmente nombrada Johann-Sebastian-Bach-Kirche en 1935 debido a su asociación con el compositor Johann Sebastian Bach.

## Historia
Existió una iglesia en esa ubicación llamada San Bonifacio (St.-Bonifatius-Kirche), incendiada en 1581. Se construyó una nueva iglesia de 1676 a 1683 y nombrada simplemente Neue Kirche (Iglesia Nueva). Es una iglesia de salón barroca con tres gradas en todos los lados.

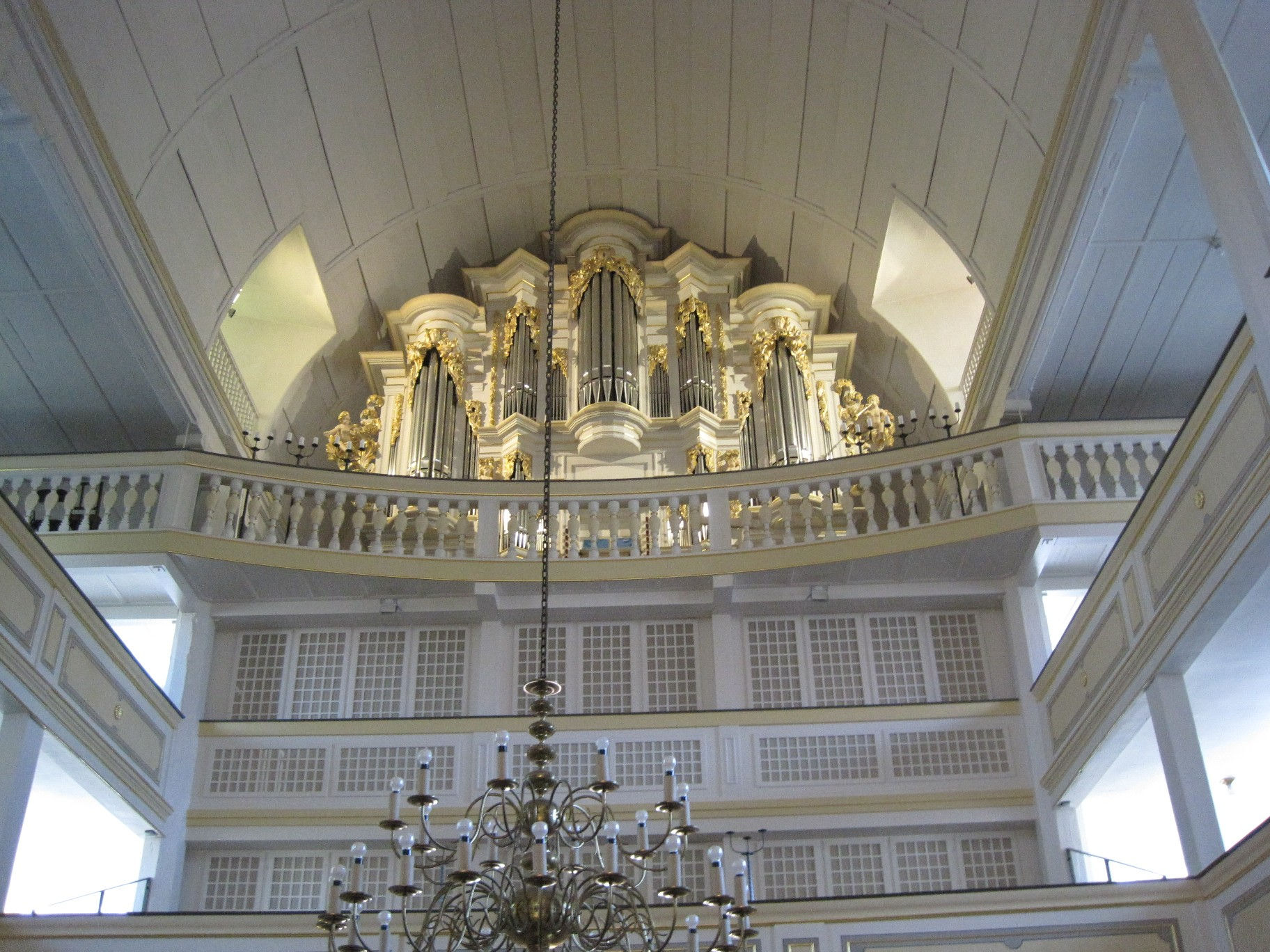
Wender-Orgel, órgano de Johann Friedrich Wender.

El constructor de órganos Johann Friedrich Wender de Mühlhausen construyó de 1699 a 1703 en la tercera grada de la iglesia un órgano con dos manuales y 21 pedales. Fue inspeccionado en junio de 1703 por Johann Sebastian Bach, por aquel entonces de 18 años de edad, quien fue contratado después para el puesto de organista en la iglesia, su primer empleo como organista. Se cree que es para tal efecto que escribió su Tocata y fuga en re menor, BWV 565. Lo sucedió en 1707 su primo Johann Ernst Bach, quién mantuvo el puesto hasta 1728. El órgano fue cambiado y restaurado varias veces. Se instaló una réplica del órgano en la iglesia de Pontaumur, Auvernia, el cual es utilizado también para un festival regional de Bach.